# 路易斯·穆列尔
路易斯·费尔南多·穆列尔·弗鲁托（西班牙語：Luis Fernando Muriel Fruto，西班牙語發音：[lwiz muˈɾjel]，1991年4月16日—），是一名哥伦比亚職業足球员，司職前锋，現效力於美職聯球隊奧蘭多城，也为哥伦比亚国家队出场国际比赛。
2009年，梅利奧於卡利開始其職業生涯，並於1年後加盟意甲球會乌迪内斯。加盟後的首兩季，他分別被外借至格拉纳达和莱切。2012年，他返回乌迪内斯，並聯同一起贏得意甲最佳年青球員（Serie A Best Young Revelation）。在聯賽上陣57場並攻入15球後，梅利奧於2015年1月加盟桑普多利亞，效力的2年半間共上陣79場，攻入21球。2017年，他轉會至西甲球队塞維利亞。
在國家隊方面，梅利奧於2012年開始為哥伦比亚国家队上陣，效力至今。2012年6月，他於2014年國際足協世界盃外圍賽對陣厄瓜多尔時首次上陣，並於次年2月對陣危地马拉攻入首個國家隊入球。

## 俱乐部生涯

### 卡利
梅利奧曾效力巴蘭基亞青年的青年軍，2009年1月，他加入卡利的青年軍。2009年7月12日，梅利奧在對陣恩維加多的比賽中首次上陣，亦是該季唯一一次上陣的比賽；次季，他於聯賽上陣10次，攻入9個入球。其中於第3場聯賽比賽，梅利奧在對陣卡尔达斯十一人時完成了帽子戲法，他於聯賽的狀態火熱，部份傳媒把他與巴西前鋒相比，把梅利奧稱為「哥倫比亞」，最終梅利奧於賽季中被意大利球會乌迪内斯簽下。

### 烏甸尼斯
2010年5月30日，梅利奧正式轉會至烏甸尼斯，轉會費據報為150萬歐元。於此次轉會中，烏甸尼斯買下梅利奧七成的擁有權，剩下的三成仍歸卡利所有。他轉會至烏甸尼斯後，迅速被外借至西乙的格拉納達。

#### 格拉納達和萊切（外借）
2010年7月12日，梅利奧正式被外借至格拉納達。該季，格拉納達獲得升班至西甲的資格，相隔35年重返頂級聯賽賽場，可是，這次外借經歷並不成功，梅利奧只於聯賽上陣7場，未能取得任何入球。
被外借格拉納達後，梅利奧於次季被外借至意大利的萊切，於2011年10月27日客負巴勒莫2比0的比賽中首次上陣，他在下半場後備入替达尼埃莱·科尔维亚。次月，梅利奧首次代表萊切正選上陣，但他於比賽中因兩次惡意侵犯而被球證以兩黃一紅驅逐出場，最終球隊憑同樣由烏甸尼斯外借的哥倫比亞球員攻入全場唯一入球，維持1比0至完場。全季，梅利奧於聯賽上陣29場，攻入7球，但仍未能協助球隊留級，來季需降班至意乙。他效力萊切時的表現贏得AC米兰和国际米兰的注意，兩支球隊皆出價希望收購他，但梅利奧確定下季他將重返烏甸尼斯。

### 西維爾
2017年7月11日，西維爾宣佈以破球會紀錄的2,000萬歐元簽入梅利奧，另設其他附加條款。8月19日，他於主和愛斯賓奴1比1的比賽中首次代表球隊上陣，並於9月17日對陣赫罗纳時攻入轉會後首個入球，助球隊以1比0小勝對手。

### 阿特蘭大
2019年6月21日，在與費倫天拿的成功租借之後，穆列爾與亞特蘭大簽下了一份價值1800萬歐元的永久協議，正式返回意甲。

## 国家队生涯

### 青年隊

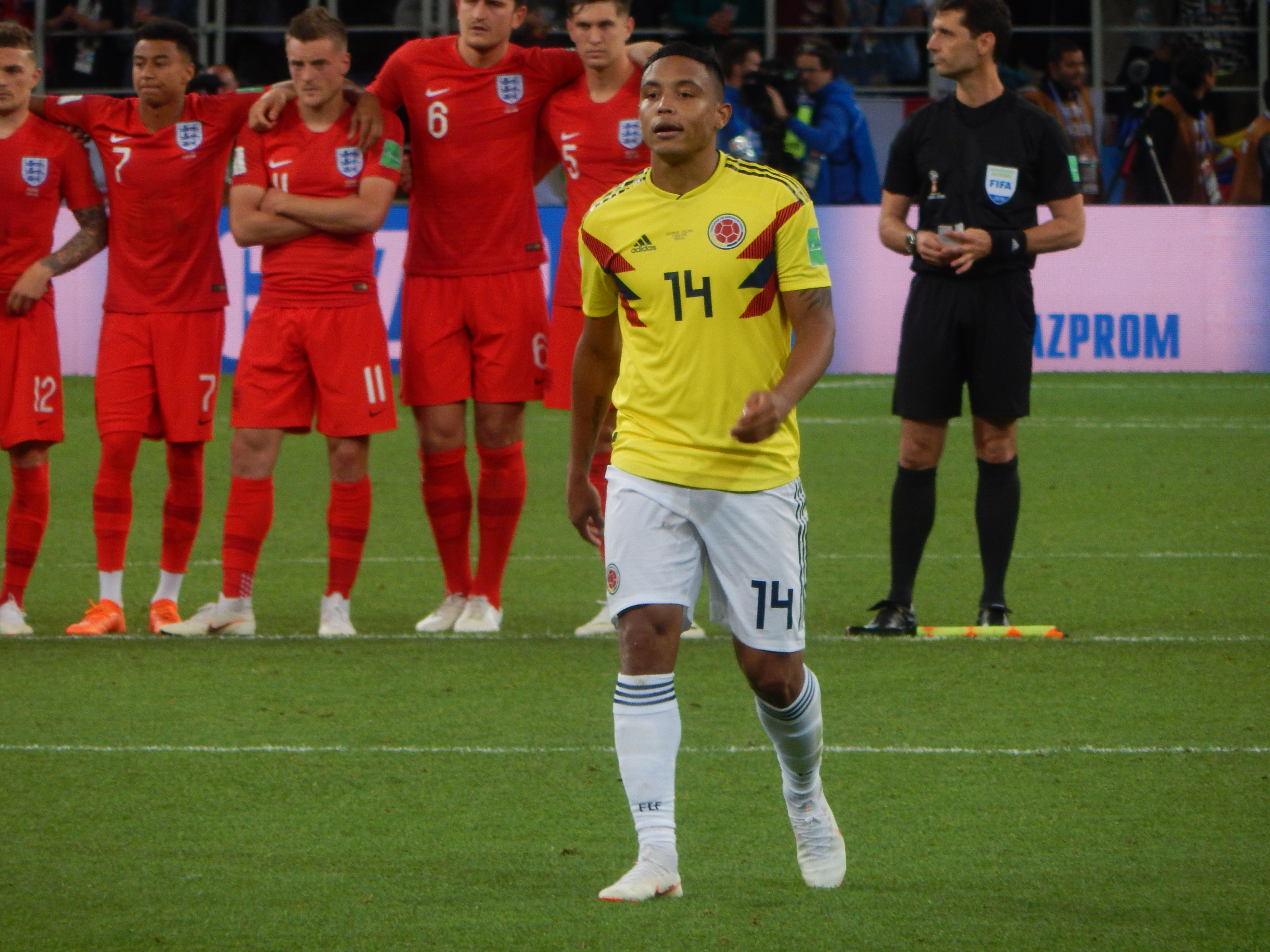
2018年世界盃十六強哥伦比亚隊對陣英格蘭隊的比賽中，梅利奧於互射十二碼階段正準備施射十二碼

梅利奧曾代表哥伦比亚U-20，以主辦國隊伍的身份參加2011年國際足協U-20世界盃的比賽。他於對陣法国U-20的比賽中梅開二度，亦於8月6日對陣韩国U-20時攻入全場唯一的入球，助球隊以全勝的成績完成小組賽的比賽。於該屆比賽，梅利奧總計攻入4球，球隊亦於四強被墨西哥U-20淘汰。

### 成年隊
2012年，梅利奧被新主帥徵召，首次入選哥伦比亚国家队，並於6月10日世界盃外圍賽對陣厄瓜多尔時首次上陣，但球隊以0比2落敗。其後，他於對陣危地马拉的比賽中攻入首個國家隊入球。梅利奧雖然入選了2014年世界盃哥倫比亞隊的初選名單，但他是7位無法入選最終23人大軍名單其中一位，無法參加世界盃。梅利奧曾代表哥倫比亞隊參加2015年美洲國家盃，但他無法入選次年百年美洲盃的大軍名單。
2018年5月，梅利奧入選了2018年世界盃初選的35人大軍名單。他於整項賽事中斷斷續續地上陣，最終哥倫比亞隊於十六強互射十二碼不敵英格蘭隊。

## 比賽風格
梅利奧轉會至烏甸尼斯後，時任球隊隊長把他與前隊友相比，並表示他會是一名「偉大的冠軍球員」。

## 生涯統計

### 球會
截至2018年6月17日
| 球會             | 賽季        | 聯賽     | 聯賽 | 聯賽 | 盃賽1 | 盃賽1 | 洲際比賽2 | 洲際比賽2 | 其他 | 其他 | 總計 | 總計 |
| 球會             | 賽季        | 聯賽     | 出場 | 入球 | 出場  | 入球  | 出場      | 入球      | 出場 | 入球 | 出場 | 入球 |
| ---------------- | ----------- | -------- | ---- | ---- | ----- | ----- | --------- | --------- | ---- | ---- | ---- | ---- |
| 卡利             | 2009        | 哥甲     | 1    | 0    | —     | —     | —         | —         | —    | —    | 1    | 0    |
| 卡利             | 2010        | 哥甲     | 10   | 9    | —     | —     | —         | —         | —    | —    | 10   | 9    |
| 卡利             | 總計        | 總計     | 11   | 9    | 0     | 0     | 0         | 0         | 0    | 0    | 11   | 9    |
| 乌迪内斯         | 2010-11賽季 | 意甲     | 0    | 0    | 0     | 0     | —         | —         | —    | —    | 0    | 0    |
| 乌迪内斯         | 2012-13賽季 | 意甲     | 22   | 11   | 1     | 0     | 0         | 0         | —    | —    | 23   | 11   |
| 乌迪内斯         | 2013-14賽季 | 意甲     | 24   | 4    | 3     | 2     | 4         | 2         | —    | —    | 31   | 8    |
| 乌迪内斯         | 2014-15賽季 | 意甲     | 11   | 0    | 0     | 0     | 0         | 0         | —    | —    | 11   | 0    |
| 乌迪内斯         | 總計        | 總計     | 57   | 15   | 4     | 2     | 4         | 2         | 0    | 0    | 65   | 19   |
| 格拉纳达（外借） | 2010-11賽季 | 西甲     | 7    | 0    | 2     | 0     | —         | —         | —    | —    | 9    | 0    |
| 莱切（外借）     | 2011-12賽季 | 意甲     | 29   | 7    | 0     | 0     | —         | —         | —    | —    | 29   | 7    |
| 桑普多利亞       | 2014-15賽季 | 意甲     | 16   | 4    | 0     | 0     | —         | —         | —    | —    | 16   | 4    |
| 桑普多利亞       | 2015-16賽季 | 意甲     | 32   | 6    | 1     | 0     | 2         | 1         | —    | —    | 35   | 7    |
| 桑普多利亞       | 2016-17賽季 | 意甲     | 31   | 11   | 2     | 2     | —         | —         | —    | —    | 33   | 13   |
| 桑普多利亞       | 總計        | 總計     | 79   | 21   | 3     | 2     | 2         | 1         | 0    | 0    | 84   | 24   |
| 塞維利亞         | 2017-18賽季 | 西甲     | 29   | 7    | 9     | 2     | 8         | 0         | —    | —    | 46   | 9    |
| 生涯總計         | 生涯總計    | 生涯總計 | 212  | 59   | 18    | 6     | 14        | 3         | 0    | 0    | 244  | 68   |

1包括意大利盃和西班牙國王盃的比賽

2包括欧联杯的比賽

### 國家隊上陣次數
截至2018年7月3日
| 球队     | 年份 | 出场 | 入球 |
| -------- | ---- | ---- | ---- |
| 哥伦比亚 | 2012 | 1    | 0    |
| 哥伦比亚 | 2013 | 4    | 1    |
| 哥伦比亚 | 2014 | 0    | 0    |
| 哥伦比亚 | 2015 | 3    | 0    |
| 哥伦比亚 | 2016 | 6    | 0    |
| 哥伦比亚 | 2017 | 3    | 0    |
| 哥伦比亚 | 2018 | 3    | 1    |
| 總計     | 總計 | 20   | 2    |

### 國家隊入球
哥倫比亞隊的比數及入球列前。
| #  | 日期          | 地點                         | 對手 | 入球 | 比數 | 比賽   |
| -- | ------------- | ---------------------------- | ---- | ---- | ---- | ------ |
| 1. | 2013年2月6日  | 美国，迈阿密花园，硬石体育场 |      | 4–1  | 4–1  | 友誼賽 |
| 2. | 2018年3月23日 | 法國，聖但尼，法蘭西體育場   | 法國 | 1–2  | 3–2  | 友誼賽 |

## 榮譽

### 國家隊
哥倫比亞U20
- 土倫盃冠軍：2011年

### 個人
- 義甲最佳年青球員：2012年

## 外部連結
- Soccerway資料庫：路易斯·穆列尔